# Reiner Kossmann
Reiner Kossmann (* 1. Mai 1927 in Neuhof bei Ortelsburg; † 15. Juli 2013) war ein deutscher Eishockeyspieler.

## Sportliche Karriere
Reiner Kossmann spielte bereits ab 1939 im Nachwuchs von Rasensportverein Ortelsburg und in der Provinzmannschaft von Ostpreußen (Ostland), mit der er 1942 Deutscher Meister wurde. Ab 1949 spielte Reiner Kossmann wieder Eishockey in Berlin. Dort war er zwischen 1949 und 1952 bei verschiedenen Mannschaften (so 1950/51 bei BSG Empor Berlin) aktiv. 1952 wechselte er zum KTSV Preussen Krefeld, wo er bis 1956 spielte.
International spielte er in der Eishockeynationalmannschaft der DDR und ab 1952 für die Eishockeynationalmannschaft der BRD, für die er an der Eishockey-Weltmeisterschaft 1955 teilnahm. Bei den Olympischen Winterspielen 1956 war er Teilnehmer der gemeinsamen Nationalmannschaft.

## Sonstige Werdegang
Reiner Kossmann arbeitete seit 1952 bei den Deutschen Edelstahlwerken in Krefeld und wurde 1958 Geschäftsführer der chilenischen Tochterfirma.